# Нусплинген
Нусплинген (њем. Nusplingen) општина је у њемачкој савезној држави Баден-Виртемберг. Једно је од 25 општинских средишта округа Цолерналб. Према процјени из 2010. у општини је живјело 1.837 становника. Посједује регионалну шифру (AGS) 8417045.

## Географски и демографски подаци
Нусплинген се налази у савезној држави Баден-Виртемберг у округу Цолерналб. Општина се налази на надморској висини од 723 метра. Површина општине износи 20,8 km². У самом мјесту је, према процјени из 2010. године, живјело 1.837 становника. Просјечна густина становништва износи 89 становника/km².